# Kanton Bray-sur-Somme
Der Kanton Bray-sur-Somme war bis 2015 ein französischer Wahlkreis im Arrondissement Péronne, im Département Somme und in der Region Picardie; sein Hauptort war Bray-sur-Somme. Vertreter im Generalrat des Departements war zuletzt von 2008 bis 2015 Marcel Guyot (Unabhängiger).
Der Kanton Bray-sur-Somme war 146,96 km² groß und hatte 6248 Einwohner (Stand: 2006).

## Gemeinden
Der Kanton bestand aus 19 Gemeinden:
| Gemeinde             | Einwohner Jahr | Fläche km² | Bevölkerungsdichte | Code INSEE | Postleitzahl |
| -------------------- | -------------- | ---------- | ------------------ | ---------- | ------------ |
| Bray-sur-Somme       | 1.194 (2013)   | –          | – Einw./km²        | 80136      | 80340        |
| Cappy                | 523 (2013)     | –          | – Einw./km²        | 80172      | 80340        |
| Cerisy               | 509 (2013)     | –          | – Einw./km²        | 80184      | 80800        |
| Chipilly             | 182 (2013)     | –          | – Einw./km²        | 80192      | 80800        |
| Chuignolles          | 157 (2013)     | –          | – Einw./km²        | 80195      | 80340        |
| Éclusier-Vaux        | 81 (2013)      | –          | – Einw./km²        | 80264      | 80340        |
| Étinehem             | 383 (2013)     | –          | – Einw./km²        | 80295      | 80340        |
| Frise                | 191 (2013)     | –          | – Einw./km²        | 80367      | 80340        |
| Herbécourt           | 206 (2013)     | –          | – Einw./km²        | 80430      | 80200        |
| Méricourt-l’Abbé     | 589 (2013)     | –          | – Einw./km²        | 80530      | 80800        |
| Méricourt-sur-Somme  | 206 (2013)     | –          | – Einw./km²        | 80532      | 80340        |
| Morcourt             | 284 (2013)     | –          | – Einw./km²        | 80569      | 80340        |
| Morlancourt          | 368 (2013)     | –          | – Einw./km²        | 80572      | 80300        |
| La Neuville-lès-Bray | 267 (2013)     | –          | – Einw./km²        | 80593      | 80340        |
| Sailly-Laurette      | 314 (2013)     | –          | – Einw./km²        | 80693      | 80800        |
| Sailly-le-Sec        | 341 (2013)     | –          | – Einw./km²        | 80694      | 80800        |
| Suzanne              | 175 (2013)     | –          | – Einw./km²        | 80743      | 80340        |
| Treux                | 239 (2013)     | –          | – Einw./km²        | 80769      | 80300        |
| Ville-sur-Ancre      | 270 (2013)     | –          | – Einw./km²        | 80807      | 80300        |